# William Stubbs (historien)
William Stubbs (21 juin 1825 – 22 avril 1901), évêque anglican, est un historien et ecclésiastique britannique.

## Biographie
Il est le fils de William Morley Stubbs, un avocat, et est né à Knaresborough, dans le Yorkshire, et fait ses études à la grammar school de Ripon et à la Christ Church d'Oxford où il est diplômé en 1848, obtenant la note maximale en littérature antique et en mathématiques.
Il est élu Fellow du Trinity College, et s'occupe de la vie universitaire au collège de Navestock, dans l’Essex de 1850 à 1866. En 1859 il se marie avec Catherine, fille de John Dollar, de Navestock, et ils ont plusieurs enfants. Il est bibliothécaire à Lambeth Palace et en 1862 il est candidat malheureux au professorat d’histoire moderne à Oxford. En 1866 il est nommé Professeur d’histoire moderne à Oxford, et occupe ce poste jusqu’en 1884. Ses conférences sont à peine suivies, et il les considère comme une distraction pour ses travaux sur l’histoire. Certaines de ses conférences sont publiées dans ses Lectures on medieval et modern history. Il est recteur de Cholderton, dans le Wiltshire, de 1875 à 1879, quand il est nommé chanoine de la cathédrale Saint-Paul. Il est membre de la commission des cours ecclésiastiques de 1881 à 1883. Le 25 avril 1884 il est consacré évêque de Chester, et en 1889 il devient évêque d’Oxford.
Jusqu’à ce que l’évêque Stubbs trouve qu’il est nécessaire de dévouer tout son temps à ses devoirs religieux, il se concentre sur ses études historiques. Il est convaincu que la théorie de l’unité et de la continuité de l’histoire ne doit pas supprimer les distinctions entre histoire ancienne et histoire moderne. Il croit que, bien que l’étude de l’histoire ancienne est un bon préalable pour l’étude de l’histoire moderne, il est mieux de les étudier séparément. Tandis qu’il prône l’utilité de l’histoire comme activité intellectuelle et une part d’une éducation libérale, il recommande de l’étudier principalement pour son propre intérêt. C’est dans cet esprit qu’il travaille, faisant preuve de jugement, de précision et de rigueur critique dans ses investigations.
Sa réputation comme autorité de l’histoire ecclésiastique s’affirme en 1858 après la parution de son Registrum sacrum anglicanum, qui traite de quatre successions épiscopales en Angleterre, et par plusieurs autres travaux, particulièrement sa participation aux Councils and Ecclesiastical Documents, rédigés en coopération avec le révérend A. W. Haddan, ou encore aux dix-neuf volumes qu’il rédigea pour la série Rolls des Chronicles and Memorials ; c’est cependant pour sa Constitutional history of England qu’il est le plus largement connu. La parution de ce livre, qui étudie le développement de la constitution anglaise des invasions teutoniques de la Grande-Bretagne à 1485, marque une avancée notable dans l’apprentissage de l’histoire britannique. Les spécialistes ont ici et là pu améliorer une déclaration ou une théorie, mais cet ouvrage reste encore aujourd’hui une référence, un monument de patience et de recherche incessante de jugements mûrs et disciplinés. Son guide des Personnages choisis et autres illustrations de l’histoire constitutionnelle anglaise, admirable en lui-même, a une importance particulière en cela que son plan a été repris avec de bons résultats en Angleterre et aux États-Unis.
L’évêque Stubbs appartient au premier rang des savants sur l’histoire, à la fois en tant qu’auteur et en tant que critique. Il statue comme un maître dans chaque aspect du travail d’historien, de la découverte de matériaux à l’élaboration de théories bien fondées en passant par l'établissement des textes. Il était un bon paléographe, et excellait dans les critiques de texte, la vérification de la paternité des œuvres et dans d’autres domaines de ce type, tandis que sa grande érudition et sa mémoire en faisait un spécialiste sans pareil de l’interprétation et de l’exposition de sujet. Ses mérites comme auteur sont souvent jugés uniquement sur sa Constitutional History. L’érudition et la perspicacité que ce livre reflète sont indiscutables : il est bien construit et le contenu est clairement ordonné ; mais l’histoire constitutionnelle n’est pas un sujet[pourquoi ?] et en dépit de l’habileté avec laquelle Stubbs le mania et l’exposition géniale de ses chapitres, le livre n’apporte pas une idée adéquate de la place de Stubbs comme écrivain historique. Plusieurs préfaces de volumes édités pour la série Rolls contiennent des monographies de parties ou de la totalité du travail de l’auteur. En cela son style est plus entraînant.
Parmi les plus notables exemples de son travail pour la Rolls series (en), on trouve les préfaces à Roger de Hoveden, celles pour la Gesta regum de William de Malmesbury, pour la Gesta Henrici II et pour les Mémoires de Saint Dunstan. En Angleterre comme aux États-Unis, l’évêque Stubbs est universellement connu comme une autorité de l’histoire anglaise, et aucun historien de son temps n’est resté avec tant d’honneur dans les pays d’Europe. Parmi ses distinctions, il fut docteur en théologie et docteur honoris causa en droit civil d'Oxford, docteur en Droit de Cambridge et d'Édimbourg ; enfin docteur in utroque jure de Heidelberg. Il fut également membre d’honneur de l’université de Kiev et des académies prusses bavaroises et danoises ; il reçut l’ordre prussien Pour le Mérite, et fut membre de l’Académie des sciences morales et politiques de l’Institut français.
Stubbs fut un membre de la Haute Église dont les doctrines et les pratiques étaient basées sur la connaissance et la vénération des Anciens. Ses opinions étaient reçues avec un profond respect par les autres prélats, et il agissait en tant qu’expert auprès de l’archevêque dans l’affaire de Édouard King, évêque de Lincoln. Bien qu’il fût rebuté par la célébration du culte religieux, il assurait ses missions de prélat et mettait tout son cœur à l’accomplissement des rites de nature spirituelle. Comme dirigeant de l’Église il montrait du courage et de la sagesse, et sa politique n’était aucunement influençable. Son esprit était souvent utilisé comme arme de défense, et il était difficile de le duper.
Sa santé s'est trouvée sérieusement affectée en novembre 1900. Il tint tout de même à assister aux funérailles de la Reine Victoria le 9 février 1901, et prêcha un remarquable sermon devant le roi Édouard VII et l’empereur allemand Guillaume II le jour suivant. Sa maladie devint critique le 20 avril et il succomba dans la journée. L’évêque Stubbs a été enterré dans la cour de l’église d’All Saints, à Cuddesdon, près du palais des évêques d’Oxford.